# Matucana pujupatii
Matucana pujupatii là một loài thực vật có hoa trong họ Cactaceae. Loài này được (Donald & A.B. Lau) Bregmann mô tả khoa học đầu tiên năm 1988.

## Hình ảnh

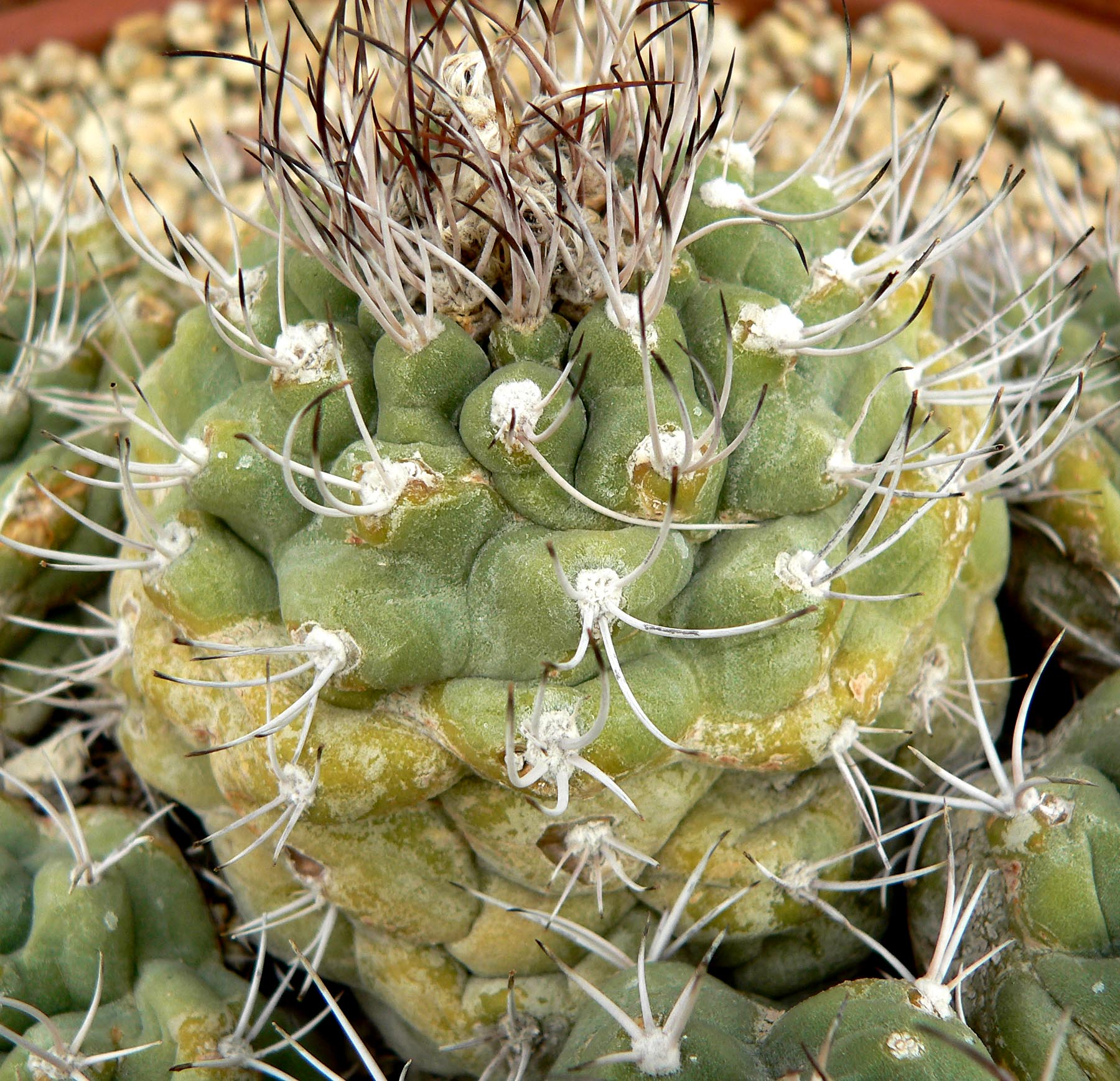